# Palais Portales
Le palais Portales est un édifice de Cochabamba en Bolivie.
Il a été conçu par l'architecte Eugene Bliault et bâti entre 1915 et 1927. Ce devait être la résidence du magnat de l'étain Simón Iturri Patiño mais sa famille ne l'a jamais habité . il abrite de nos jours le Centre pédagogique et culturel Simón I. Patiño.
Il a été bâti par des artisans et avec des matériaux de construction, marbre et bois, importés d'Europe. Le bâtiment a style éclectique.
Son jardin possède une grande variété de plantes. On y trouve aussi des statues d'empereurs romains, des figures féminines, des symboles du zodiac, des chérubins et des anges,.
Lors de la visite du président français Charles de Gaulle à Cochabamba en 1964 dans le cadre de sa tournée sud-américaine, ce dernier doit résider au palais Portales. Mais l'ambassadeur Ponchardier qui se rend à Cochabamba, quelque temps avant l'arrivée de la délégation française constate que rien n'est prêt. Le palais est vide, son toit fuit, il n'a ni eau, ni électricité. Une réconciliation nationale s'effectue entre le président Estensorro et son vice-président Barrientos, pour que la visite puisse avoir lieu dans les meilleures conditions et l'édifice est restauré avant son arrivée,.